# Nueva Sarajevo Oriental
La municipalidad de Nueva Sarajevo Oriental (Istočno Novo Sarajevo en serbocroata) se localiza en el interior de la región de Sarajevo-Romanija, dentro de la República Serbia, en Bosnia y Herzegovina y forma junto con otros 5 municipalidades la ciudad de Sarajevo Oriental.

## Localidades
Esta municipalidad de la República Srpska, localizada en Bosnia y Herzegovina se encuentra subdividida en las siguientes localidades a saber:
- Gornji Kovačići (una parte)
- Lukavica
- Miljevići
- Petrovići
- Toplik-Tilava
- Vraca (una parte)

## Creación
El municipio fue creado después de la Guerra en Bosnia tras los acuerdos de Dayton, tomando una parte del antiguo municipio de pre-guerra de Nueva Sarajevo, desgajándolo del resto del primitivo municipio de Nuevo Sarajevo que quedó formando parte de la Federación de Bosnia y Herzegovina.
Inicialmente fue designado de forma oficial con el nombre de Nueva Sarajevo Serbia (cirílico: Српско Ново Сарајево), denominación que fue declarada inconstitucional por el Tribunal Constitucional de la República de Bosnia y Hercegovina que propuso para sustituirlo la denominación de Lukavitsa por ser el distrito de Nueva Sarajevo Oriental más populoso. Finalmente la Asamblea Nacional de la República Serbia aprobaría las denominaciones oficiales de los municipios y ciudades de la entidad asignándole el actual nombre de Nueva Sarajevo Oriental.

## Demografía
Si se considera que la superficie total de este municipio es de cuarenta y cinco kilómetros cuadrados y su población está compuesta por unas 9.129 personas, se puede estimar que la densidad poblacional de esta municipalidad es de 203 habitantes por cada kilómetro cuadrado de esta división administrativa.